# Supersypnoides rectifasciata
Supersypnoides rectifasciata là một loài bướm đêm trong họ Noctuidae.